# Pico Dufour

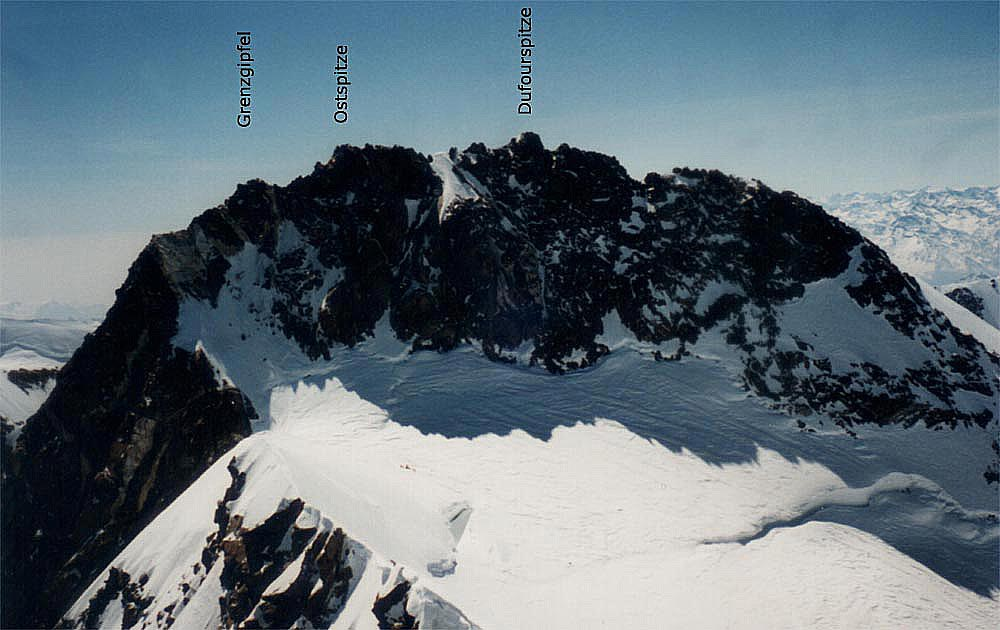
La Punta Dufour vista desde la Punta Nordend. Se indican las cimas principales.

La Dufourspitze (en alemán), punta Dufour (en italiano) o pointe Dufour (en francés), llamada también Monte Rosa, es la montaña más alta de Suiza, con 4.634 metros sobre el nivel del mar. Es también el punto más alto del macizo del Monte Rosa, en los Alpes Peninos, en el municipio suizo de Zermatt a muy escasa distancia de la frontera italiana.

## Características

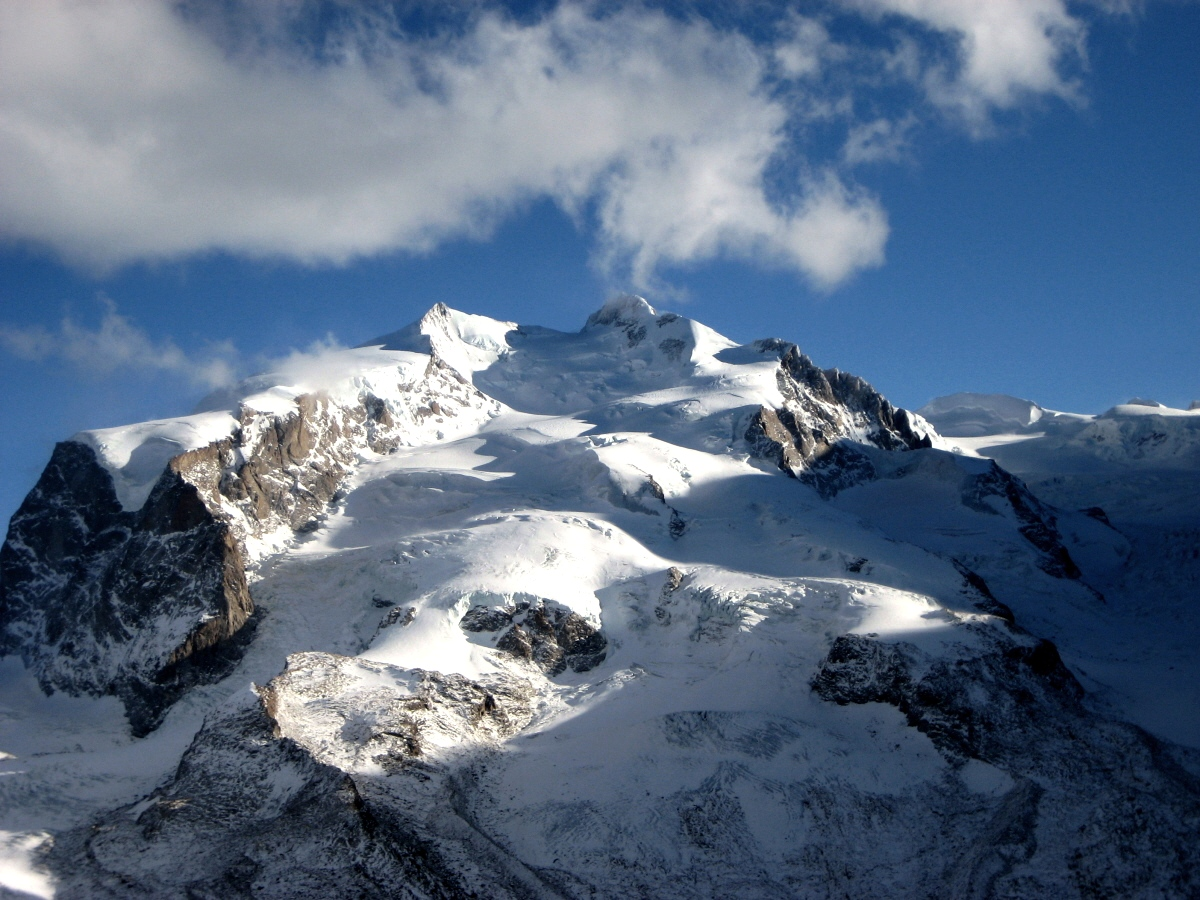
Nordend (izquierda) y Punta Dufour (derecha) vistos desde la vertiente norte.

Es la cima más alta de los Alpes suizos y la segunda de todos los Alpes. Además su pared este sobre el municipio de Macugnaga es la más alta de los Alpes.
La montaña fue llamada así en reconocimiento a Guillaume-Henri Dufour, general y cartógrafo del ejército suizo, bajo cuya dirección se completaron una serie de relieves topográficos militares, entre los cuales estuvieron los referidos al macizo del Monte Rosa. Dirigió la campaña del Sonderbund. La montaña fue nombrada luego de que se terminaran los mapas topográficos militares bajo el mando de Dufour. 
Según la clasificación SOIUSA, la Punta Dufour pertenece al grupo Macizo del Monte Rosa, que tiene como código I/B-9.III-A.2. Forma parte del gran sector de los Alpes del noroeste, sección de los Alpes Peninos, subsección Alpes del Monte Rosa y supergrupo Grupo del Monte Rosa.
La montaña se presenta como una cresta donde se pueden individualizar en modo particular tres cimas principales (de oeste a este):
- Punta Dufour - 4.634 m
- Ostspitze - 4.632 m
- Grenzgipfel - 4.618 m[4]

## Primera ascensión

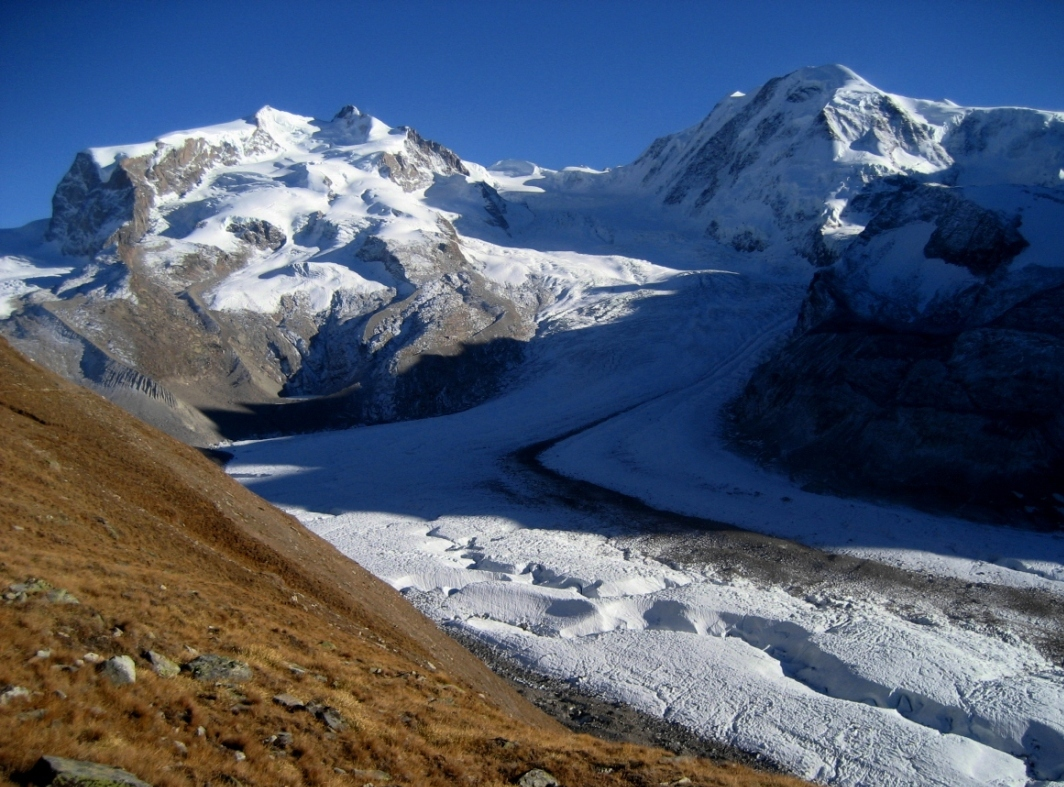
El Monte Rosa y el glaciar del Gorner. La punta Dufour se encuentra a la izquierda.

La primera ascensión la realizaron el 1 de agosto de 1855 John Birbeck, Charles Hudson, Ulrich Lauener, Christopher Smyth, James G. Smyth, Edward Stephenson, Matthäus Zumtaugwald y Johannes Zumtaugwald, que salieron partiendo de Zermatt.
La primera ascensión de la vertiente oriental fue efectuada, partiendo de Macugnaga, el 22 de julio de 1872 por los británicos Richard, William Pendlebury y Charles Taylor, el italiano Giovanni Oberto, el suizo Ferdinand Imseng y el austriaco Gabriel Spechtenhauser.

## Ascenso a la cima
La vía normal a la cima se desarrolla a lo largo de la vertiente suiza partiendo de la cabaña Monte Rosa. La vía se desarrolla casi por entero sobre el glaciar, alpinísticamente hablando se clasifica como fácil y es, a pesar de su longitud, uno de los itinerarios más frecuentados del cantón del Valais. Del refugio (2.795 m) se trata primero de ascender por la morrena pasando por Untere Plattje y luego por el Obere Plattje (3.277 m). De aquí se inicia el ascenso del glaciar del Monte Rosa hasta cierto punto agrietado. Saliendo del glaciar se deja a la izquierda la cota 3.827, se pasa bajo el Scolle. A un cierto punto se va hacia la derecha dejando a la izquierda la huella que sale al collado Silber (Silbersattel) y luego a la Punta Nordend. Se gana después el collado del Sattel (sella del Sattel, 4.359 m) y se recorre al final la cresta oeste de la Dufour.
La vía normal italiana de ascenso a la cima, larga y delicada, consiste en partir de la cabaña Regina Margherita, ascender al collado Gnifetti (Colle Gnifetti, 4.452 m), subir la Punta Zumstein (4.563 m), descender nuevamente al Grenzsattel (4.453 m) e iniciar finalmente el ascenso auténtico y propiamente dicho a la Punta Dufour, a través de la cresta sudeste de roca y nieve, valorada AD.

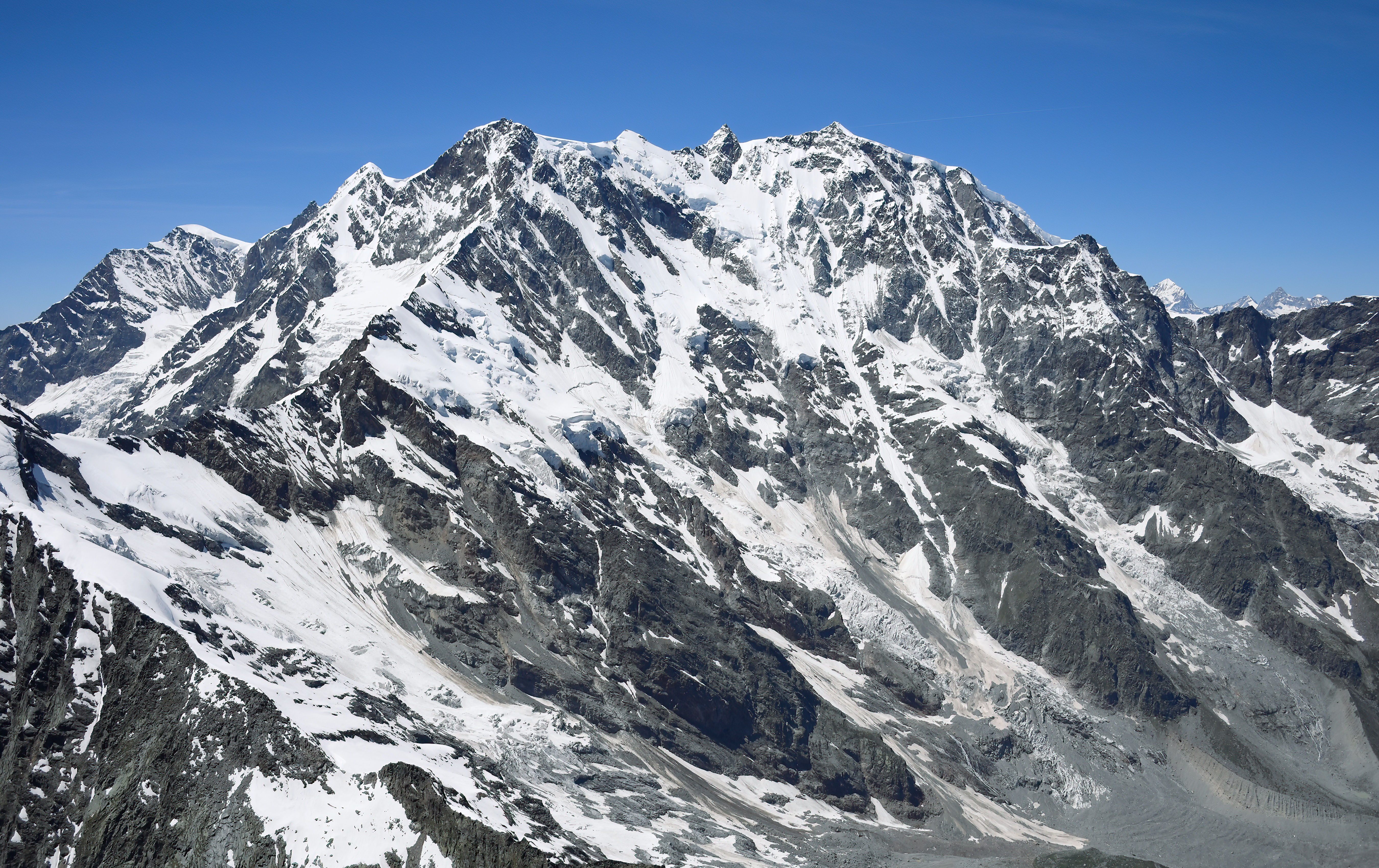
Cara este del Monte Rosa. La punta Dufour es la cima rocosa que se encuentra en el centro de la fotografía.